# Lactococcus
–
Lactococcus é um género de bactérias, gram-positivas e anaeróbia facultativa.
Garante a alteração mínima em sabor.
Serve para produção de queijos e manteiga. Aumenta a vida 
útil  de prateleira do alimento.